# Пер Вальо
Пер Вальо (на шведски: Per Wahlöö) е шведски журналист и писател, автор на бестселъри в жанровете трилър и научна фантастика.

## Биография и творчество
Пер Вальо е роден на 5 август 1926 г. в село Тьольо, община Кунгсбака, Швеция. Син на Валдемар Вальо и Карин Свенсон, и има брат – Клаес Вальо. Завършва Университета на Лунд през 1946 г. Започва работа като журналист по криминалните и социални проблеми за различни вестници и списания. От началото на 50-те се включва в радикални марксистки политически каузи и дейности, които довеждат до депортирането му от Испания на Франко през 1957 година. Преди да се отдаде на писателската си кариера той е написал редица сценарии за телевизионни и радио предавания и е бил редактор в няколко списания.
Прави своя дебют като писател през 1959 г. с романа „Himmelsgeten“. Той е последван от други, които се фокусират върху злоупотребата с власт и тъмната страна на обществото.
В периода 1954 – 1957 г. Пер Вальо е бил женен за Ингер Андершон. В периода 1957 – 1968 г. е женен за Силвия Вальо, с която през 1962 г. имат дъщеря – Аники. През 1961 г. се среща с Май Шьовал, с която работят за едни и същи списания. Май Шьовал е самотен родител с дъщеря и също е с марксистки убеждения. Двамата стават любовници и от 1963 г. живеят заедно. Двамата имат двама сина – Тец (1963) и Йенс (1966).
Двамата с Май Шьовал внимателно планират съвместната си творческа дейност и пишат предимно вечер. През 1965 г. започват да публикуват своята известна поредица „Мартин Бек“ с издаването на първия трилър „Роузана“. Главният герой Мартин Бек е твърдия и методичен комисар от отдел „Убийства“ на Централното бюро за разследване на полицията в Стокхолм. Партнират му бившият парашутист и помощник-инспектор Ленарт Колберг, който мрази насилието и отказва да носи оръжие, излезлия от висшето общество Гунвалд Ларшон, Ейнард Рюн от селските райони на Швеция, и комичната патрулна двойка Кристиансон и Квант. Бек е женен и има 2 деца със съпругата си Инга, но в поредицата постепенно започва връзка с либералната Реа Нилсън.
Романът „Смеещият се полицай“ от поредицата е удостоен с наградата „Едгар“ за най-добър роман от Асоциацията на писателите на криминални романи на Америка. Романът „Роузана“ е определен за част от 100-те най-добри криминални романа. Голяма част от произведенията на писателя, и особено от поредицата „Мартин Бек“, са адаптирани за телевизията и киното.
Романите на Пер Вальо обикновено са създадени върху документална основа, в които криминалната интригата е увлекателна, но обобщенията будят горчиви размисли и дълго не дават покой на читателя. Предпочитана тема в тях е конфликтът на творческата личност с действителността на буржоазното общество и опасността, съдържаща се в тоталитарните тенденции на системата, която го крепи. Стилът му на писане е определен като „репортерски ... резервиран, дисциплиниран и пълен с проницателни детайли ...“.
Пер Вальо умира от рак на панкреаса на 22 юни 1975 г. в Малмьо.

## Произведения

### Самостоятелни романи
- Himmelsgeten (1959)
- Vinden och regnet (1961)
- Lastbilen (1962)
- Uppdraget (1963)
- Det växer inga rosor på Odenplan (1964)
- Mord på 31:a våningen (1964)
Убийство на 31-я етаж, изд.: „Народна култура“, София (1983), прев. Светла Стоилова
- Generalerna (1965)
- Stålsprånget (1968)

### Серия „Мартин Бек“ (Martin Beck) – в съавторство сМай Шьовал
1. Roseanna (1965)
Роузана: Роман за едно престъпление, изд. „Камея“ (1995), прев. Васа Ганчева
2. Mannen som gick upp i rök (1966)
3. Mannen på balkongen (1967)
4. Den skrattande polisen (1968) – награда „Едгар“
Смеещият се полицай, изд.: „Народна култура“, София (1983), прев. Павел Стоянов
5. Brandbilen som försvann (1969)
Пожарната, която изчезна : Роман за едно убийство, изд. „Петриков“ (1992), прев. Светла Стоилова
6. Polis, polis, potatismos! (1970)
7. Den vedervärdige mannen från Säffle (1972)
8. Заключената стая, Det slutna rummet (1972)
9. Polismördaren (1974)
10. Terroristerna (1975)

### Филмография

#### Сценарист
- Flygplan saknas (1965)
- Morianerna (1965)
- Nattmara (1965)
- Mördaren – en helt vanlig person (1967)
- Mannen i skuggan (1978)

#### По романите на писателя
- Roseanna (1967)
- The Laughing Policeman (1973)
- Mannen på taket (1976)
- Mannen som gick upp i rök (1980)
- Brandbilen som försvann (1993)
- Det slutna rummet (1993)
- Roseanna (1993)
- Polis polis potatismos (1993)
- Mannen på balkongen (1993)
- Polismördaren (1994)
- Stockholm Marathon (1994)
- Beck (1997 – 2009)